# Friedrich Dotzauer
Justus Johann Friedrich Dotzauer (Häselrieth vicino a Hildburghausen, 20 gennaio 1783 – Dresda, 6 marzo 1860) è stato un violoncellista e compositore tedesco.

## Biografia
Dotzauer, figlio del pastore Justus Johann Georg Dotzauer (1737-1818) e di sua moglie Elisabetha Margaretha Großmann (1755-1845), nipote dell'organaro Johann Christian Dotzauer, nasce a Häselrieth, oggi frazione di Hildburghausen, il 20 gennaio 1783. Studia diversi strumenti tra cui pianoforte, violino, contrabbasso, corno e clarinetto. Friedrich Dotzauer riceve lezioni di teoria musicale dall'organista della chiesa locale, Ruttinger, un conoscente di Johann Sebastian Bach.  Dotzauer compie i suoi primi passi al violoncello sotto la guida del trombettista di corte.
Per approfondire la sua formazione al violoncello, Dotzauer prende lezioni a Meiningen dal 1799 al 1801 con Johann Jacob Kriegk (1750-1814), allievo di Jean-Louis Duport. In seguito accetta un’offerta di lavoro nella Cappella di Meiningen.  Nel 1805 Dotzauer si trasferì alla Gewandhaus Orchestra di Lipsia, nella quale suona come violoncellista fino al 1811; fa inoltre parte della prima formazione del Gewandhaus Quartet fondato nel 1808. Nel 1806 Friedrich Dotzauer visita Berlino, dove conosce Bernhard Romberg, approfondendo così i suoi studi sul violoncello.
Nel 1811 Dotzauer riceve una posizione prestigiosa nell'orchestra di corte di Dresda, con la quale rimane fino al suo pensionamento nel 1850. Oltre ai suoi guadagni annuali di circa 500 talleri reali, guadagna circa 200 talleri all'anno pubblicando composizioni per sostenere la moglie e i due figli. Dal 1821 ricopre anche l'incarico di primo violoncellista solista dell'orchestra. Il 7 dicembre 1811 nasce a Dresda il secondo figlio di Friedrich Dotzauer, Carl Ludwig; anch’egli impara a suonare il violoncello sotto la guida del padre e gli viene assegnato un posto nell'orchestra di corte di Kassel.  Altri importanti studenti di Friedrich Dotzauer sono Antonia Pechwell, Friedrich August Kummer, Karl Schuberth, Karl Drechsler e Carl Ludwig Voigt.
Come primo violoncellista dell'orchestra di corte di Dresda, Friedrich Dotzauer diviene un rispettato musicista del suo tempo e compie tournée di concerti in Germania e nei Paesi Bassi. Mentre la maggior parte delle sue numerose composizioni sono state dimenticate, i brani e gli studi didattici di Dotzauer sono ancora di grande importanza per le lezioni di violoncello.
Dopo dieci anni di pensionamento, Friedrich Dotzauer muore all'età di 77 anni, il 6 marzo 1860 a Dresda.

## Musica
Oltre alle sue qualità come violoncellista, Friedrich Dotzauer era apprezzato per le sue doti compositive. Ha scritto oltre 170 composizioni di vario genere, tra cui un'opera, un’ouverture, una messa e diversi brani di musica da camera. Mentre queste opere sono state in gran parte dimenticate, le sue composizioni per violoncello hanno mantenuto la loro popolarità. Esse consistono in nove concerti, tre concertini, due sonate con accompagnamento di contrabbasso, variazioni, divertissements, potpourri e un gran numero di duetti. Alcune di queste sono ancora utilizzate per le lezioni di violoncello.
Per la formazione al violoncello, i libri di testo di Dotzauer sono ancora oggi di particolare importanza.  Questi includono due scuole di violoncello, la prima delle quali è stata pubblicata per la prima volta da Schott a Magonza, mentre la seconda, per i primi passi al violoncello, da Haslinger a Vienna. Tra i diversi libri di studi per violoncello solo di Dotzauer ricordiamo i 18 exercises ďune difficultée progressive pour le Violoncelle seul, op.120, dedicati ai principianti, e i 24 esercizi giornalieri per raggiungere il virtuosismo, op.155b.  Questi ultimi sono spesso citati come i migliori pezzi didattici di Dotzauer. Inoltre, Friedrich Dotzauer pubblica una la Schule des Flageolett-ton, op.147 (Scuola degli Armonici).